# Ramon Vidal
Ramon Vidal (La Torre d'en Domènech, Castelló de la Plana 1948 - Andorra la Vella 30 de desembre del 2022) fou un locutor de Ràdio Nacional d'Andorra, Sud Ràdio i Ràdio Valira.
Va arribar a Andorra als 14 anys per treballar com a grum al Banc Agrícol. Després ho va fer al restaurant i discoteca familiar, fins que va haver d'anar a fer servei militar al Sàhara. Va ser durant aquest període que es va iniciar com a locutor de ràdio, posant en funcionament una emissora a demanda dels seus superiors, anomenada  Ràdio Tigre. En tornar a Andorra reprendria la seva tasca com a locutor pels aiguats del novembre del 1982 que es van produir al Principat d'Andorra. El cònsol major de la parròquia d'Andorra la Vella, Joan Samarra, fou qui li va demanar d'incorporar-se a Sud Ràdio, que va reobrir les instal·lacions per informar a la població de l'estat de situació i donar-los consignes d'actuació.
L'any 1995, a demanda de Gualbert Osorio, director general de Ràdio Valira, posa en marxa un programa nocturn de tertúlies "Punt de Lluna". Hi té com a convidats el copríncep episcopal Joan Martí Alanís, el recentment nomenat cap de govern, Josep Pintat i el síndic general, Francesc Cerqueda. Aquesta col·laboració va durar tres anys i posteriorment va passar a formar part de l'equip de Ràdio Valira.
En aquests anys, el Comú d'Andorra la Vella li proposa de crear un espai de teatre per als infants i funda la Companyia "Els Emprius". D'aquest espai teatral surten figures del món de l'escena com Marc Cartes, Maria Lanau o Josep Anton Rechi.
Anys després va traslladar-se Ràdio Nacional d'Andorra on esdevé el responsable del programa matinal. Des d'aquell moment i fins a la seva jubilació el 2012 va formar part de la plantilla de Ràdio i Televisió d'Andorra.